# José Antonio Álvarez Sánchez
José Antonio Álvarez Sánchez (ur. 3 sierpnia 1975 w Madrycie) – hiszpański duchowny katolicki, biskup pomocniczy Madrytu od 2024.

## Życiorys

### Prezbiterat
Święcenia kapłańskie otrzymał 18 czerwca 2000 i został inkardynowany do archidiecezji madryckiej. Po krótkim stażu wikariuszowskim pracował jako wychowawca w niższym seminarium, a w latach 2005–2014 był sekretarzem biskupim. W 2008 został też wychowawcą w stołecznym wyższym seminarium. W latach 2015–2018 był ojcem duchownym tej uczelni, a w 2018 został jej rektorem.

### Episkopat
23 kwietnia 2024 papież Franciszek mianował go biskupem pomocniczym archidiecezji madryckiej, ze stolicą tytularną Vergi.
6 lipca 2024 otrzymał święcenia biskupie w Catedral de la Almudena w Madrycie. Udzielił mu ich kardynał José Cobo Cano.  